# 川越ボーイズ・シング
『川越ボーイズ・シング』（かわごえボーイズ・シング）は、NBCユニバーサル・エンターテイメント製作による日本のアニメ作品。埼玉県川越市を舞台とする。
2023年3月1日に制作発表され、併せてキャスト、ティザービジュアル、スタッフ、主題歌情報が公開された。3月26日、AnimeJapan 2023のNBCユニバーサルブースにてスペシャルステージが開催。10月から翌年1月までTOKYO MXほかで放送された。なお、本作はNBCユニバーサルの完全自社制作となっている。
主人公の出井天使役を演じる鵜澤正太郎は、子役時代に『宇宙ショーへようこそ』で初めてアニメで大役を任せたのが、本作で音響監督を務める菊田浩巳で、すごくお世話になったという。白鳥修治役を演じる小原悠輝は、本作でアニメ初出演。

## あらすじ
元聖歌隊の出井天使ことだんぼっちは、歌いたいのに人前で歌うことができず、1人で歌うことを繰り返していた。そんな彼の目の前に現れた元指揮者の響春男。だんぼっちらは響の風変わりな指導を元にメキメキと上達していく。

## 登場人物
声はテレビアニメの声優、演は舞台の俳優。
出井天使 / だんぼっち
声 - 鵜澤正太郎 / 演 - 今牧輝琉
主人公。元聖歌隊。人前で歌うことができないのが悩み。実家はケーキ屋。
矢沢ひろし / えいちゃん
声 - 土田玲央 / 演 - 武本悠佑
だんぼっちの親友。寡黙なしっかり者の優等生。
白鳥修治 / トリちゃん
声 - 小原悠輝 / 演 - 加藤将
だんぼっちのもう1人の親友。俗に言う脳筋のパワフルな少年。
小橋快人 / IT
声 - 中西南央 / 演 - 横山賀三
自称IT企業の経営者の息子。えいちゃんをライバル視している。父親が炎上したことで嫌がらせを受けるようになる。
茨戸静男 / オトメ
声 - 金子誠 / 演 - 桜庭大翔
幼い頃からボディビルをやらされているが、実は可愛いものが好き。「NO」と言えない自分の性格に辟易していたが本心を打ち明け、入部すると口にした。
足立尽 / あだち
声 - 木村昴 / 演 - 手島章斗
まるでデスメタルアーティストのようなメイクをしたヤンキー。素顔はかなりの美形だが本人は強面に憧れている。
日向行
声 - 生田鷹司 / 演 - 井阪郁巳
一卵性双生児の兄。捻くれ者。
日向進
声 - 伊瀬結陸 / 演 - 磯野亨
一卵性双生児の弟。兄同様捻くれ者。
葉加瀬友 / 博士
声 - 葉山翔太 / 演 - 高梨怜
オタク気質のシャイな少年。正体を隠しつつ「歌ってみた」動画をSNSに投稿している。
鈴木カーティス / マジック
声 - 深川和征 / 演 - ジョエル・ショウヘイ
日本人とナイジェリア人のハーフ。物腰柔らかいが博士以外の人間とは距離を置きがち。
響春男
声 - 興津和幸 / 演 - 染谷俊之
だんぼっちたちの目の前に現れた子供っぽい性格の男性。コミュニケーション能力や協調性、何よりやる気が皆無。29歳。
響ありさ
声 - 土井美加
響の祖母で私立川越学園理事長。孫の問題児なところに業を煮やし、援助を条件に彼にボーイズクワイア部の顧問になるよう命じる。
飯島リカ
声 - 洲崎綾
ヒロイン。音楽教師でボーイズクワイア部のもう一人の顧問。ボーイズクワイア部や響に振り回される苦労人。
増田力
声 - 松田健一郎
脳筋気味の体育教師。オトメにボディビルをやらせているが、強引な性格や態度が災いし、当の本人からは嫌がられている。飯島が好きで、彼女と近い存在である響を毛嫌いしている。
森村充
声 - 堂島颯人 / 演 - 樫澤優太
だんぼっちの幼馴染で元親友。昔、だんぼっちに2人でデビューする約束を破られて以来、彼を憎んでいる。
小橋政人
声 - 高木渉
ITの父、YouTuberをやっている。川越学園ボーイズクワイア部の練習での強盗騒ぎに偶然巻き込まれたせいで、息子に迷惑をかけてしまった。
梅田梅
声 - 山像かおり
編曲家。有名人。春男の知人。

## スタッフ
- 監督 - 松本淳
- 原作 - 江見合歓
- シリーズ構成・脚本 - 川越学園文芸部
- キャラクター原案 - えびも
- キャラクターデザイン - 渡邊葉瑠
- 色彩設計 - 伊東さき子、小島真喜子
- 美術監督 - 田尻健一
- 美術設定 - 田尻健一、小松奈津子、石田喬子
- 撮影監督 - 荻原猛夫
- 編集 - 齋藤朱里、笠原義宏
- 音響監督 - 菊田浩巳
- 音響制作 - dugout
- 音楽 - YUKI KANESAKA、シンリズム、横山潤子
- 音楽制作 - Melody fair Inc.
- プロデューサー - 常葉みどり
- アニメーションプロデューサー - 田中奈都湖
- アニメーション制作 - evg
- アニメーション制作協力 - テレコム・アニメーションフィルム
- 企画協力 - 川越市産業観光部観光課、川越商工会議所、公益社団法人小江戸川越観光協会
- 制作著作 - NBCUniversal Entertainment Japan LLC

## 主題歌
「アンノウンの色彩」
Kacoによるオープニングテーマ。作詞はKaco、作曲・編曲は三島大声。
「Ride Out the Fall」
川越学園ボーイズ・クワイア部によるエンディングテーマ。作詞はSteve Memmolo & YUKI KANESAKA、作曲・編曲はYUKI KANESAKA。

### 劇中歌
| 曲名                                                    | 作詞                          | 作曲                      | 編曲                        | 歌                                                                                                  | 話数   |
| ------------------------------------------------------- | ----------------------------- | ------------------------- | --------------------------- | --------------------------------------------------------------------------------------------------- | ------ |
| Swing Low, Sweet charoit                                | -                             | -                         | YUKI KANESAKA               | 出井天使, a.k.a だんぼっち（鵜澤正太郎）                                                            | 1      |
| Eternal 〜風の賛歌〜                                    | YUKI KANESAKA Joyous Gurung   | YUKI KANESAKA             | YUKI KANESAKA               | 森村充（堂島颯人） 浦和學習院ボーイズクワイア部 （歌唱：埼玉県立浦和高等学校グリークラブ）          | 1      |
| ぼくらの川越洋菓子店                                    | YUKI KANESAKA                 | YUKI KANESAKA             | YUKI KANESAKA               | 森村充〈幼年期〉（野地祐翔） 出井天使〈幼年期〉（大河原爽介）                                       | 1      |
| On the Set                                              | 上鈴木兄弟 YUKI KANESAKA      | YUKI KANESAKA             | YUKI KANESAKA               | 川越学園ボーイズ・クアイア部                                                                        | 1      |
| 光輝く明日へ                                            | シンリズム                    | シンリズム                | シンリズム 横山潤子         | 川越学園ボーイズ・クアイア部                                                                        | 2      |
| いつかのアイムソーリー1                                 | 大草芳樹                      | 角張涉                    | YUKI KANESAKA               | 小橋快人, a.k.a IT（中西南央）                                                                      | 2      |
| アンダルシアに憧れて                                    | 真島昌利                      | 真島昌利                  | YUKI KANESAKA               | 足立尽（木村昴）                                                                                    | 3      |
| ボーイズ・クワイアコンクール課題曲 「アンノウンの色彩」 | Kaco                          | 三島大声                  | 三島大声 横山潤子           | 川越学園ボーイズ・クアイア部                                                                        | 3      |
| ボーイズ・クワイアコンクール課題曲 「アンノウンの色彩」 | Kaco                          | 三島大声                  | 三島大声 横山潤子           | 川越学園ボーイズ・クアイア部                                                                        | 9,11   |
| ボーイズ・クワイアコンクール課題曲 「アンノウンの色彩」 | Kaco                          | 三島大声                  | 三島大声 横山潤子           | 川越学園ボーイズ・クアイア部                                                                        | 10     |
| ボーイズ・クワイアコンクール課題曲 「アンノウンの色彩」 | Kaco                          | 三島大声                  | 三島大声 横山潤子           | 小嵐然（橘龍丸） 立川北高等学校ボーイズクワイア部 （歌唱：埼玉県立浦和高等学校グリークラブ）        | 11     |
| ボーイズ・クワイアコンクール課題曲 「アンノウンの色彩」 | Kaco                          | 三島大声                  | 三島大声 横山潤子           | 森村充（堂島颯人） 浦和學習院ボーイズクワイア部 （歌唱：埼玉県立浦和高等学校グリークラブ）          | 11     |
| 背比べ                                                  | シンリズム                    | シンリズム                | シンリズム                  | 日向行（生田鷹司） 日向進（伊瀬結陸） 川越学園一年生一同 （歌唱：埼玉県立浦和高等学校グリークラブ） | 4      |
| Shake It Till Make It                                   | YUKI KANESAKA Fraser Watt     | YUKI KANESAKA Fraser Watt | YUKI KANESAKA               | 川越学園ボーイズ・クアイア部                                                                        | 4      |
| グッバイ・ボーイ                                        | TAKU INOUE                    | TAKU INOUE                | TAKU INOUE                  | 葉加瀬友, a.k.a 博士（葉山翔太）                                                                    | 5      |
| 曖昧                                                    | シンリズム                    | シンリズム                | シンリズム                  | 葉加瀬友, a.k.a 博士（葉山翔太） 鈴木カーティス, a.k.a マジック（深川和征）                         | 5      |
| LA LA LA                                                | シンリズム                    | シンリズム                | シンリズム                  | 川越学園ボーイズ・クアイア部                                                                        | 5      |
| Summer Blessing                                         | シンリズム                    | シンリズム                | シンリズム 横山潤子         | 森村充（堂島颯人） 浦和學習院ボーイズクワイア部 （歌唱：埼玉県立浦和高等学校グリークラブ）          | 6      |
| Now or Never                                            | YUKI KANESAKA Shayane Holland | YUKI KANESAKA             | YUKI KANESAKA Emi Nishida   | 鼻歌：茨戸静男, a.k.a オトメ（金子誠）                                                              | 6      |
| Now or Never                                            | YUKI KANESAKA Shayane Holland | YUKI KANESAKA             | YUKI KANESAKA Emi Nishida   | 川越学園ボーイズ・クアイア部                                                                        | 7,9,12 |
| Now or Never                                            | YUKI KANESAKA Shayane Holland | YUKI KANESAKA             | YUKI KANESAKA Emi Nishida   | 川越学園ボーイズ・クアイア部                                                                        | 10     |
| 松ぼっくり                                              | マキタスポーツ                | マキタスポーツ            | マキタスポーツ 横山潤子     | 小嵐然（橘龍丸） 立川北高等学校ボーイズクワイア部 （歌唱：埼玉県立浦和高等学校グリークラブ）        | 7      |
| 松ぼっくり                                              | マキタスポーツ                | マキタスポーツ            | シンリズム 横山潤子         | 小嵐然（橘龍丸） 立川北高等学校ボーイズクワイア部 （歌唱：埼玉県立浦和高等学校グリークラブ）        | 12     |
| Gettaway                                                | YUKI KANESAKA Shayane Holland | YUKI KANESAKA             | YUKI KANESAKA               | 川越学園ボーイズ・クアイア部                                                                        | 8      |
| いつかのアイムソーリー2                                 | 大草芳樹                      | 角張涉                    | YUKI KANESAKA               | 川越学園ボーイズ・クアイア部                                                                        | 9      |
| 田園                                                    | 玉置浩二 須藤晃               | 玉置浩二                  | YUKI KANESAKA               | 川越学園ボーイズ・クアイア部                                                                        | 10     |
| 星は蒼天に                                              | 横山潤子                      | 横山潤子                  | YUKI KANESAKA Adria Barbosa | 森村充（堂島颯人） 浦和學習院ボーイズクワイア部 （歌唱：埼玉県立浦和高等学校グリークラブ）          | 12     |

## 各話リスト
| 話数   | サブタイトル           | 絵コンテ                | 演出            | 作画監督                                           | 総作画監督                   | 初放送日       |
| ------ | ---------------------- | ----------------------- | --------------- | -------------------------------------------------- | ---------------------------- | -------------- |
| menu1  | On the Set             | 松本淳 小平麻紀         | 松本淳 小平麻紀 | 槙田路子 村長由紀 松本淳                           | 渡邊葉瑠                     | 2023年 10月9日 |
| menu2  | 光輝く明日へ           | 石井輝                  | 石井輝          | 髙田洋一 佐久間千秋 神山栄吏 浦中利浩 SPRING RIVER | 堀越久美子                   | 10月16日       |
| menu3  | アンダルシアに憧れて   | 伊達勇登 松本淳         | 伊達勇登        | 山村俊了 宇津木勇 鈴木美咲                         | 渡邊葉瑠 西田美弥子          | 10月23日       |
| menu4  | 背比べ                 | ユキヒロマツシタ 松本淳 | 富沢信雄        | 村長由紀 斎藤梢 依田正彦 露木愛里 長田信博         | 石川健介 堀越久美子 松岡謙治 | 10月30日       |
| menu5  | LA LA LA               | 石山タカ明 富沢信雄     | 岡尾貴洋        | 宇津木 慧敏 鑫月 景圆 火鳥動画制作集団             | 堀越久美子 石川健介          | 11月6日        |
| menu6  | Summer Blessing        | 春日森春木 松本淳       | 春日森春木      | 槙田路子 斎藤梢 西田美弥子 清水雄介 徳倉栄一       | 渡邊葉瑠 鈴木美咲            | 11月13日       |
| menu7  | 松ぼっくり             | 松本淳 室谷靖           | 日巻裕二        | 阿部航                                             | -                            | 11月20日       |
| menu8  | Gettaway               | 福島宏之 松本淳         | ふくだのりゆき  | ふくだのりゆき                                     | -                            | 11月27日       |
| menu9  | いつかのアイムソーリー | 武内宣之                | 武内宣之        | 武内宣之                                           | -                            | 12月4日        |
| menu10 | 田園                   | 松本淳 松尾衡           | 田中ちゆき      | 田中ちゆき                                         | -                            | 12月11日       |
| menu11 | アンノウンの色彩       | 霜月崩台                | 小川治人        | 藤田十郎                                           | -                            | 12月25日       |
| menu12 | Now Or Never           | 松本淳 むらた雅彦       | 松本淳          | 藤井光流 中村深雪                                  | -                            | 2024年 1月15日 |

## 放送局
| 放送期間                  | 放送時間           | 放送局     | 対象地域 | 備考                  |
| ------------------------- | ------------------ | ---------- | -------- | --------------------- |
| 2023年10月9日 - 12月25日  | 月曜 23:00 - 23:30 | TOKYO MX   | 東京都   |                       |
|                           |                    | BS11       | 日本全域 | BS放送 / 『ANIME+』枠 |
| 2023年10月10日 - 12月26日 | 火曜 21:00 - 21:30 | テレビ埼玉 | 埼玉県   | 作品の舞台地          |

| 放送期間      | 放送時間                     | 放送局     | 対象地域 | 備考                  |
| ------------- | ---------------------------- | ---------- | -------- | --------------------- |
| 2024年1月15日 | 月曜 22:00 - 22:30           | TOKYO MX   | 東京都   |                       |
| 2024年1月16日 | 火曜 1:30 - 2:00（月曜深夜） | BS11       | 日本全域 | BS放送 / 『ANIME+』枠 |
|               | 火曜 21:00 - 21:30           | テレビ埼玉 | 埼玉県   | 作品の舞台地          |

| 配信開始日    | 配信時間                | 配信サイト |
| ------------- | ----------------------- | --- |
| 2023年10月9日 | 月曜 23:30 以降順次更新 | ABEMA DMM TV dアニメストア FOD Hulu J:COMオンデマンド メガパック Lemino milplus Amazon Prime Video TELASA U-NEXT アニメ放題 auスマートパスプレミアム ニコニコ生放送 ニコニコチャンネル バンダイチャンネル HAPPY!動画 |

## BD / DVD
Blu-ray・DVDが全4巻で発売される予定だったが、諸般の事情により2023年12月25日に公式サイトから発売中止が発表された。一方、既に商品予約をしていた購入者に対しては全話収録の特別ディスクを返礼品として送付する事を発表した。

## 舞台化
「舞台『川越ボーイズ・シング』-喝采のクワイア-」のタイトルで、2024年6月22日から30日までシアターHにて上演。略称は『舞台KBS』。

### キャスト
主要キャストは#登場人物を参照。
- クワイアーズ - 喜久田大和、小山麗也、竹本太朗、成海亮、細川陽平、米澤賢人
- ピアノ - 細貝柊

### スタッフ（舞台）
- 原作 - 「川越ボーイズ・シング」[18]
- 演出 - 松崎史也[18]
- 脚本 - 綾奈ゆにこ[18]
- 舞台メインテーマ曲 - YUKI KANESAKA[18]
- 音楽 - こおろぎ[18]
- 技術監督 - 寅川英司[18]
- 舞台監督 - 松澤紀昭[18]

### ユニットメンバー
1. ↑  出井天使, a.k.a だんぼっち（鵜澤正太郎）、矢沢ひろし, a.k.a えいちゃん（土田玲央）、白鳥修治（小原悠輝）
2. ↑  出井天使, a.k.a だんぼっち（鵜澤正太郎）、矢沢ひろし, a.k.a えいちゃん（土田玲央）、白鳥修治（小原悠輝）、小橋快人, a.k.a IT（中西南央）、茨戸静男, a.k.a オトメ（金子誠）
3. ↑  出井天使, a.k.a だんぼっち（鵜澤正太郎）、矢沢ひろし, a.k.a えいちゃん（土田玲央）、白鳥修治（小原悠輝）、小橋快人, a.k.a IT（中西南央）、茨戸静男, a.k.a オトメ（金子誠）、足立尽（木村昴）
4. 1 2 3  出井天使, a.k.a だんぼっち（鵜澤正太郎）、矢沢ひろし, a.k.a えいちゃん（土田玲央）、白鳥修治（小原悠輝）、茨戸静男, a.k.a オトメ（金子誠）、足立尽（木村昴）、日向行（生田鷹司）、日向進（伊瀬結陸）、葉加瀬友, a.k.a 博士（葉山翔太）、鈴木カーティス, a.k.a マジック（深川和征）
5. ↑  矢沢ひろし（土田玲央）、足立尽（木村昴）、葉加瀬友（葉山翔太）、鈴木カーティス（深川和征）
6. ↑  出井天使, a.k.a だんぼっち（鵜澤正太郎）、矢沢ひろし, a.k.a えいちゃん（土田玲央）、白鳥修治（小原悠輝）、小橋快人, a.k.a IT（中西南央）、茨戸静男, a.k.a オトメ（金子誠）、足立尽（木村昴）、日向行（生田鷹司）、日向進（伊瀬結陸）
7. 1 2 3  出井天使, a.k.a だんぼっち（鵜澤正太郎）、矢沢ひろし, a.k.a えいちゃん（土田玲央）、白鳥修治（小原悠輝）、小橋快人, a.k.a IT（中西南央）、茨戸静男, a.k.a オトメ（金子誠）、足立尽（木村昴）、日向行（生田鷹司）、日向進（伊瀬結陸）、葉加瀬友, a.k.a 博士（葉山翔太）、鈴木カーティス, a.k.a マジック（深川和征）